# Steve Ovett
Steve Ovett, född 9 oktober 1955 i Brighton i England, är brittisk medeldistanslöpare.
Han vann silver på 800 meter i EM 1974 och guld på 1 500 meter i EM 1978. Vid de Olympiska sommarspelen 1980 i Moskva vann han guld på 800 meter, och besegrade på så sätt sin främste konkurrent, landsmannen Sebastian Coe. Denne fick dock revansch på 1 500 meter, där Ovett tog brons.
Ovett innehade två gånger världsrekordet på 1 engelsk mil och en gång ensam världsrekordet på 1 500 meter.

## Personbästa
| Distans    | Tid      | Datum |
| ---------- | -------- | ----- |
| 400 m      | 47,5     | 1974  |
| 800 m      | 1.44,09  | 1978  |
| 1 000 m    | 2.16,0   | 1979  |
| 1 500 m    | 3.30,77  | 1983  |
| 1 eng. mil | 3.48,40  | 1980  |
| 2 000 m    | 4.57,71  | 1982  |
| 3 000 m    | 7.41,3   | 1977  |
| 2 eng. mil | 8.13,51  | 1978  |
| 5 000 m    | 13.20,06 | 1986  |